# Juliana Nogueira
Juliana de Souza Nogueira est une joueuse brésilienne de volley-ball née le 4 août 1988 à Americana. Elle mesure 1,90 m et joue au poste d'attaquante.

## Clubs
| Club                       | De        | À         |
| -------------------------- | --------- | --------- |
| Finasa/Osasco              |           | 2006-2007 |
| Zeiler Köniz               | 2007-2008 | 2007-2008 |
| Uniara Araraquara          | 2008-2009 | 2008-2009 |
| Mackenzie Esporte Clube    | 2009-2010 | 2009-2010 |
| Rio de Janeiro Volêi Clube | 2010-2011 | 2011-2012 |
| Campinas Voleibol Clube    | 2012-2013 | 2013-2014 |
| Minas Tênis Clube          | 2014-2015 | 2014-2015 |
| Rio do Sul                 | 2015-2016 | 2015-2016 |
| Esporte Clube Pinheiros    | 2016-2017 | 2016-2017 |
| CC Valinhos                | 2017-2018 | 2017-2018 |
| Vôlei Balneário Camboriú   | 2018-2019 | 2018-2019 |
| Brasília Vôlei             | 2019-2020 | …         |

## Palmarès

### Équipe nationale
- Coupe panaméricaine
  - Vainqueur : 2011.
  - Finaliste : 2012.

### Clubs
- Championnat du Brésil
  - Vainqueur : 2011.